# 志摩市立越賀中学校
志摩市立越賀中学校（しましりつこしかちゅうがっこう）は三重県志摩市志摩町越賀にあった公立の中学校。通称は越中。2009年（平成21年）5月現在の生徒数は62人。志摩市立小中学校再編基本計画により、2014年3月31日に閉校。志摩市立和具中学校、志摩市立片田中学校と統合し志摩市立志摩中学校となった。

## 概要
生徒会やクラス役員などへの立候補者が多く、一度の選挙で決まらないこともあり、「自らやる」という校風があった。学校伝統の行事として「越中ソーラン」というソーラン節があり、3年生から1年生に伝えられていた。1年生の総合的な学習の時間には郷土史学習を行い、その集大成として民話を劇にし、文化祭や敬老会で披露していた。
校地は越賀の集落の南西にあり、熊野灘に面していた。
- 校地面積：15,698m2[6]

生徒数
| 年度（年）     | 生徒数 |
| -------------- | ------ |
| 昭和22（1947） | 146    |
| 昭和25（1950） | 282    |
| 昭和35（1960） | 274    |
| 昭和45（1970） | 210    |
| 昭和55（1980） | 125    |
| 平成元（1989） | 133    |
| 平成10（1998） | 122    |
| 平成15（2003） | 82     |
| 平成21（2009） | 62     |
| 平成26（2014） | 10     |

閉校に合わせ、2014年9月公開を目標に『校歌の卒業式〜キボウノトビラ』が制作されている。

## 沿革
前身校時代
- 1947年（昭和22年）
  - 4月15日 - 越賀小学校に併設し、「越賀村立越賀中学校」として開校。
  - 5月5日 - 開校式を挙行。
- 1948年（昭和23年）2月7日 - 越賀村議会、天神山地区を新校地に決定。

組合立校時代
- 1948年（昭和23年）
  - 6月1日 - 越賀村・御座村の生徒が和具町立和具中学校への通学を開始。
  - 7月15日 - 和具町立和具中学校・御座村立御座中学校・布施田村立布施田中学校と合併し「和具町外三か村学校組合立和具中学校」が誕生。（越賀中学校の一時廃校）
- 1949年（昭和24年）
  - 7月18日 - 越賀校舎が認可を受ける。
  - 8月23日 - 越賀村・御座村の生徒が越賀校舎へ移籍。
- 1950年（昭和25年）2月10日 - 越賀校舎が越賀分校として認可され、「和具町外三か村学校組合立和具中学校越賀分校」となる[9]。
- 1952年（昭和27年）
  - 6月30日 - 北校舎を増築。
  - 10月1日 - 「越賀村御座村学校組合立越賀中学校」として独立。この日をもって創立記念日とする。
- 1953年（昭和28年）10月25日 - 校旗・校歌を制定。

町立校時代
- 1954年（昭和29年）12月1日 - 市町村合併により「志摩町立越賀中学校」に改称。
- 1959年（昭和34年）9月26日 - 伊勢湾台風の被害を受ける。
- 1961年（昭和36年）2月25日 - 特別教室が落成。
- 1963年（昭和38年）12月10日 - 陸上自衛隊による運動場拡張工事が完了。
- 1968年（昭和43年）3月8日 - 体育館が落成。
- 1971年（昭和46年）4月12日 - 日本陸上競技連盟より第五種公認グラウンドに認定を受ける。〔1995年（平成7年）3月19日失効。〕
- 1972年（昭和47年）9月17日 - 台風20号の襲来を受け被害を受ける。
- 1988年（昭和63年）
  - 8月20日 - 新校舎竣工。
  - 10月30日 - LL教室が完成。
- 1995年（平成7年）
  - 9月1日 - 新校旗を制定。
  - 12月23日 - 職場体験学習を初開催。

市立校時代
- 2004年（平成16年）10月1日 - 「志摩市立越賀中学校」に改称。
- 2014年（平成26年）
  - 3月25日 - 閉校式を挙行[1]。
  - 3月31日 - 閉校[3]。

### 受賞歴
- 1958年（昭和33年）1月16日 - 東海三県学校図書館コンクール中学校の部第一位。
- 1991年（平成3年）2月16日 - 東海三県学校図書館コンクール奨励賞により、三重県知事賞。
- 1998年（平成10年）12月10日 - 全国中学生人権作文コンテスト法務省人権擁護局長感謝状。

## 施設
- 校舎（延床面積2,548m2[6]）
- 体育館（906m2[6]）
- グラウンド（10,903m2[6]）

## 通学区
越賀小学校区
- 志摩町越賀

御座小学校区
- 志摩町御座

## 校歌
- 作詞・作曲：鈴木敏雄

3番まであるが、校名・地名等は含まれていなかった。

## 学校行事
- 4月 - 入学式、始業式
- 3月 - 卒業式、終業式

## 進路
多くの生徒が高等学校へ進学していた。進学先は志摩市内の水産高校・志摩高校のほか、伊勢市への進学が多かった。

## 交通
- 三重交通越賀中学校前バス停よりすぐ。
- 国道260号沿い。